# Герб Козловского муниципального округа
Герб Козловского муниципального округа — опознавательно-правовой знак, составленный и употребляемый в соответствии с правилами геральдики, являющийся основным официальным символом местного самоуправления.
Утвержден решением Собрания депутатов Козловского района Чувашской Республики № 2/323 от 27 марта 2020 года как герб  Козловского района; Решением Собрания депутатов Козловского муниципального округа от 27 сентября 2022 года № 1/13 принято о решении об использовании герба  для муниципального округа, затем герб был переутвержден решением Собрания депутатов Козловского муниципального округа от 08 ноября 2022 года № 2/35 как герб Козловского муниципального округа.
Автор герба: В. Шипунов (г. Мариинский Посад).
Герб  внесён в Государственный геральдический регистр РФ под № 13216.

## Символика герба
Композиция герба отражает исторические и природные особенности Козловского района. Его территория была заселена много столетий назад. Об этом свидетельствуют многочисленные археологические памятники, среди них – Беловолжское поселение, Балановский грунтовый, Мартыновский средневековый, Тюрлеминский курганный могильники. Гидрологическая сеть представлена почти тридцатикилометровым участком Волги, рекой Аниш с ее притоками.

         Голубой цвет поля щита передает важную роль в развитии районного центра, связанную с великой русской рекой. Козловская пристань была одним из главных пунктов, через который осуществлялась связь экономики Чувашии с всероссийским рынком. Сельскохозяйственная продукция вывозилась в города Казань, Астрахань, Нижний Новгород, Москву, Петербург, а затем – за рубеж.
         Серебряный крест образует зубчатым делением восьмилучевую звезду из герба Чувашской Республики, что показывает территориальное расположение района в Чувашии. Стороны креста символизируют транспортную сеть, представленную автодорогами республиканского и местного значения, автомагистраль М-7 (Нижний Новгород – Цивильск –Казань), железную дорогу Москва – Казань, проходящую через станцию Тюрлема.
         В центре креста изображена десятилучевая звезда. Она обозначает количество самостоятельных муниципальных образований Козловского района.
         Пчела олицетворяет трудолюбие, усердие, организаторские способности, сплоченность жителей района, которые вносят большой вклад в его развитие и процветание.
         Золотая пчела является одной из фигур герба Н.И. Лобачевского. Дом-музей его имени располагается в усадьбе великого математика. Этот объект культурного наследия федерального значения служит символом исторической преемственности, воплощает неразрывную связь с судьбами видных представителей отечественной культуры. 

## Описание герба
В лазоревом поле серебряное опрокинутое отвлеченное вверху острие, вершина которого соприкасается с серебряным пнистым крестом; острие обременено пурпурным контуром звёзды о десяти лучах; крест сопровожден в лазури двумя золотыми пчелами: по одной с каждой стороны.
Разрешается использование герба с вольной частью — четырёхугольником, примыкающим изнутри к верхнему правому углу герба Козловского городского поселения с воспроизведенными в нём фигурами из герба Чувашской Республики и со статусной короной установленного образца .

## История
Герб района использовавшийся до 2020 года
Герб Козловского района являлся  его символом и официальной эмблемой. Он представляет собой окаймленный золотом геральдический щит. На верхней части щита изображена часть государственного Герба Чувашской Республики, означающая принадлежность Козловского района Чувашской Республике. В середине щита светло-зелёным цветом изображена территория Козловского района. Серая полоса с белыми черточками означает автостраду, проходящую по всей территории Козловского района, а также автодороги к населенным пунктам района. Глиняная посуда и бронзовое орудие труда фатьяновской культуры, изображённые в середине жёлтого круга, означают место стоянки и могильник Балановских поселенцев, вступивших на территорию нынешнего Козловского района в начале 2 тысячелетия до н.э. Голубая полоса внизу щита символизирует реку Волга и рыбоводческое хозяйство «Карамышевское». Нижнюю половину геральдического щита обрамляет полукруговая, окаймлённая золотом лента с надписями золотистого цвета «Куславкка районе - Козловский район». Между ними указан год образования Козловского района – 1927. Верхнюю часть геральдического щита полукругом обрамляет симметричное изображение главного продукта сельских товаропроизводителей Козловского района – хмеля. Параллельно – изображение колосьев зерновых культур – важного продукта тружеников полей.
С двух сторон изображены части шестерни, символизирующие развитие в районе промышленности и механизацию сельскохозяйственного производства.
Круг замыкает силуэт раскрытой книги – источник знаний, показатель культуры и образованности населения Козловского района. 
Автор Герба Козловского района Николай Гаврилович Зайцев – краевед, заслуженный работник культуры Чувашской Республики.
Проект герба района 2005 года

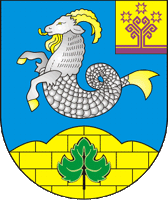
Проект герба, 2005 г.

В 2005 году геральдический художником В. Шипуновым были подготовлены проекты гербов для Козловского района и города Козловки. В обоих проектах использованы изображения «морских козлов» (в проекте герба района морской козёл один, в проекте герба города — два). Указанные проекты получили положительную оценку Геральдического совета при президенте РФ и рекомендованы к утверждению. Но утверждены не были.